# Scytalina cerdale
Scytalina cerdale is een straalvinnige vissensoort uit de familie van grondels (Scytalinidae). De wetenschappelijke naam van de soort is voor het eerst geldig gepubliceerd in 1880 door Jordan & Gilbert.